# مارکتوفینگن
مارکتوفینگن (به آلمانی: Marktoffingen) یک شهر در آلمان است که در دناو-ریس واقع شده‌است.